# Gnisvärds strandkyrka
Gnisvärds strandkyrka är ett kapell som ligger i samhället Gnisvärd omkring 15 kilometer söder om Visby. Kapellet tillhör Eskelhem-Tofta församling.

## Kapellet
Nuvarande kapell färdigställdes vid midsommaren år 1839 och invigdes samma år. Det ersatte ett tidigare kapell som var i mycket dåligt skick. En restaurering genomfördes år 1954 då flera prydnadsföremål skänktes till kapellet. Vid en restaurering år 1970 försågs kapellet med elvärme. Nytt golv och innertak som båda är isolerade tillkom. Kapellet återinvigdes på midsommarafton 1970 av biskop Olof Herrlin. Omkring år 2001 putsades kapellet och kyrkogårdsmuren lades om.
Historiskt har gudstjänsten vanligtvis firats en gång i veckan. Den hölls kl. 6. på morgonen när fiskarna hade återvänt från nattens fiske.

## Inventarier
Inventarierna är enkla omålade träföremål som utgörs av altare, predikstol, bänkar, en trumma, samt två skåp.